# 原田マサオ
原田 マサオ（はらだ マサオ、1975年11月28日 - ）は、日本の男性声優。アーツビジョン所属。徳島県出身。本名および旧芸名は原田 正夫（読みは同じ）。

## 来歴
日本ナレーション演技研究所卒業。

## 人物
方言は徳島弁（関西弁）。
趣味・特技はビリヤード、映画鑑賞。
日本ナレーション演技研究所で講師を務めていた時期もある。教え子に村上まなつがおり、村上には「あなたならきっとなれるから、2年目も頑張ってみたら？」と励ましていたという。

## 出演
太字はメインキャラクター。

### テレビアニメ
1998年
- ふしぎなメルモ（リニューアル版）（男の子、男B）

2000年
- ドキドキ♡伝説 魔法陣グルグル（マーマカ、グエンチャ 他）
- トランスフォーマー カーロボット（ヘプター 他）

2003年
- WOLF'S RAIN（兵士C）
- GAD GUARD（査察官B、村の青年、チンピラ）
- カレイドスター 新たなる翼（男A）
- DEAR BOYS（大門栄作、吉野幸二 他）
- デュエル・マスターズ チャージ（村田五郎、騎士団G、騎士団員A、デュエリストA、相手A）
- TEXHNOLYZE（構成員4）
- NARUTO -ナルト-（2003年 - 2007年、篝、中忍 / 門番、木の葉の忍 他）
- 鋼の錬金術師（デニー・ブロッシュ、ギャラリー、男 他）
- PAPUWA（ティラミス、博多ドン太 他）

2004年
- お伽草子（検非違使C）
- 今日からマ王!（村人、アナウンサー 他）
- KURAU Phantom Memory（カズ、男②、レフリー）
- ケロロ軍曹（隊員B）
- 攻殻機動隊 S.A.C. 2nd GIG（警備員、レンジャー隊員）
- サムライチャンプルー（メンバー、店員、用心棒）
- 砂ぼうず（村人）
- 蒼穹のファフナー Dead Aggressor（作業員）
- 超重神グラヴィオン Zwei（海底基地所員A）
- 爆裂天使（村の侍A）
- 美鳥の日々（子分A）

2005年
- AIR （役人）
- 交響詩篇エウレカセブン（取調係官、パイロット、兵士A）
- ふしぎ星の☆ふたご姫（番人たち、ラビ族）

2006年
- いぬかみっ!（男A）
- 桜蘭高校ホスト部（男子生徒A、男A）

2007年
- DARKER THAN BLACK -黒の契約者-（店員）

2008年
- ソウルイーター（魚屋さん）

2012年
- エリアの騎士（海王寺豪）
- NARUTO -ナルト- 疾風伝（篝）

### OVA
- ナースウィッチ小麦ちゃんマジカルて（2002年、血美怒露B）
- 名探偵コナン MAGIC FILE4 大阪お好み焼きオデッセイ（2010年、小西光）

### 劇場アニメ
- よっちゃんのビー玉（1999年、憲兵A）
- 東京ゴッドファーザーズ（2003年）
- イノセンス（2004年）
- 劇場版ツバサ・クロニクル 鳥カゴの国の姫君（2005年）
- 劇場版 鋼の錬金術師 シャンバラを征く者（2005年、デニー・ブロッシュ）

### Webアニメ
- リーンの翼（2005年）

### ゲーム
- NINJA MASTER'S〜覇王忍法帖〜（1996年、信長）
- ティンクルスタースプライツ（1997年、ラビキャット、アーサー・シュミット、トリブタ、ド・ケスベイ）
- 鋼の錬金術師 ドリームカーニバル（2004年、デニー・ブロッシュ）
- 鋼の錬金術師2 赤きエリクシルの悪魔（2004年、憲兵）
- リアライズ -Panorama Luminary-（2004年、佐伯真）
- ラジアータ ストーリーズ（2005年、クライヴ・パーカー）
- SHINSENGUMI〜幕末幻想恋愛奇譚〜（2005年、原田左之助）

### ドラマCD
- ONE×3（司会者B、猛犬）
- EMEシリーズ（乾紅太郎）
  - EME BLACK
  - EME BLUE
  - EME RED
- 大奥 ~極上音絵巻~（三田村）
- CHRNO CRUSADE（紳士）
- 少年進化論（男子生徒）
- 絶対彼氏。 フィギアなDARLING（配達員）
- ゼロイン（白石光）
- 花ざかりの君たちへ（生徒F）
- ふしぎ遊戯 玄武開伝（妖魔）
- 裏 明日はマのつく風が吹く!（兵士）
- ラブ★コン

### BLCD
- 裏方神記（勝阿弥）
- おきざりの天使（田中、電車アナウンス、生徒G、生徒I）
- 子供（ガキ）の領分 シリーズ
  - 子供の領分4 噂の真髄
  - 子供の領分5 最悪の条件（渡辺）
  - 子供の領分8 分岐点Vol.1 発端
  - 子供の領分10 分岐点Ovl.3 爆心
- こんな上司に騙されて2（同僚4）
- 好きなものは好きだからしょうがない!! NEVER LAND（生徒B）
- 天使か悪魔か（生徒1）
- 囚われの恋人（係員、ジェットコースターアナウンス）
- BROTHER（対戦相手）

### 吹き替え
- 恋するアンカーウーマン（ミッチ）

### オーディオドラマ
- 中田ステーションセブン（2018年[3]、石川匠[4]）
- クレシェンド（2020年[5]、ジョゼフ[6]）